# Laser
 For alternative betydninger, se Laser (flertydig). (Se også artikler, som begynder med Laser)
En laser er en indretning, som skaber lys eller anden elektromagnetisk stråling med ganske særlige egenskaber ved hjælp af kvantemekaniske effekter. Navnet er et akronym for de engelske ord "Light Amplification by Stimulated Emission of Radiation" "Lysforstærkning ved stimuleret udsendelse af stråling".

Lyset fra en helt ideel laser udmærker sig på tre måder:
- Lyset har én bølgelængde – synlige laserstråler vil altid have en klar farve
- Alle bølger bevæger sig i præcis samme retning: I stedet for en lyskegle danner laseren en tynd, snorlige stråle. Det ses tydeligt hvis strålen går igennem røg, tåge, støv eller lignende.
- Alle bølger svinger i takt, så energien i hver bølge adderes ved konstruktiv interferens. Intensiteten inden for selve strålen er derfor særdeles høj.

## Princippet i laseren
Elektronerne i et atom kan bevæge sig i ganske bestemte baner i forhold til atomkernen, og hver af disse baner repræsenterer et vist kvantum energi. Modtager en elektron en energimængde svarende til forskellen mellem dens nuværende bane og en mere energirig bane, absorberer elektronen energien og bruger den til at springe til den nye bane – elektronen siges nu at være eksiteret. Omvendt kan en eksiteret elektron henfalde ved at springe tilbage til en bane der repræsenterer mindre energi; ved den lejlighed "tilbagebetaler" elektronen energiforskellen ved at udsende en foton; et lyskvant svarende til en bølgelængde der afhænger af den frigivne mængde energi. (Niels Bohrs atommodel) 
Normalt er det et fåtal af elektronerne i et materiale, der er eksiteret på den måde, men i en laser påvirker man et materiale, det såkaldte lasermedium , så de fleste elektroner, der kan eksiteres, bliver det. Man taler da om en populations-inversion i lasermediet.
Umiddelbart efter begynder de første eksiterede elektroner at henfalde spontant og udsender derved fotoner (lys) med en bestemt bølgelængde: Når disse fotoner passerer en eksiteret elektron med et tilsvarende energioverskud, stimuleres denne elektron til at henfalde og derved udsende en foton med samme bølgelængde, og i samme fase og retning som den oprindelige. Disse fotoner fortsætter samlet, og stimulerer flere eksiterede elektroner til at henfalde og derved bidrage med yderligere fotoner.
I hver ende af lasermediet er anbragt et spejl, hvoraf det ene reflekterer alt lyset og sender det tilbage gennem lasermediet, mens det andet lader en lille smule af lyset "undslippe": Det meste lys sendes således frem og tilbage gennem lasermediet mange gange og udløser endnu flere fotoner, mens det lys der forlader laseren igennem sidstnævnte spejl danner laserstrålen.
Lasere er ofte tillige polariserede ved, at der i kaviteten er tilføjet et polariserende element, dvs. den elektriske hhv. den magnetiske del af hver bølge er orienteret i samme retning.

## Praktiske anvendelser
Den første laser blev demonstreret d. 16. maj 1960 af Theodore Maiman ved Hughes Research Laboratories, og blev i begyndelsen betragtet som en kuriositet uden nogen praktiske anvendelser. Men i dag bruges lasere til en lang række forskellige formål, f.eks.:
- Industriel bearbejdning: Stærke laserstråler med bølgelængder i det infrarøde område, styret af robotter, kan skære emner ud i f.eks. stål.
- Kommunikation: En moderne laserteknologi er de såkaldte laserdioder, som skaber lys med laserens egenskaber, herunder den høje intensitet. Disse dioder kan moduleres med et informations-bærende elektrisk signal, og dermed viderebringe informationen ad optisk vej, f.eks. igennem en lysleder.
- Medicinske anvendelser: præcist anvendt laserlys kan behandle en række lidelser i øjet, og ved hjælp af endoskoper og laserlys fremført via lysledere kan kirurger arbejde på snævre og utilgængelige steder i patientens krop gennem de naturlige kropsåbninger eller minimale snit (såkaldt keyhole-kirurgi).
- Måling: Laserlys bruges til at måle en lang række fysiske størrelser, f.eks. afstand (og deraf også hastighed og acceleration), rotation samt optiske og kemiske egenskaber. De fleste af disse målemetoder går ud på at sende en laserstråle af moderat styrke ind imod eller igennem det der skal måles på, og derefter undersøge den stråling der passerer eller kastes tilbage.
- Underholdningselektronik: I dag har langt de fleste moderne hjem flere lasere, uden at det er noget der tænkes nærmere over. Alle CD/DVD-afspillere indeholder en laserdiode som bruges til at læse/skrive informationer på mediet. Derudover er det blevet mere og mere populært at bruge laserlys som en specialeffekt på diskoteker og til koncerter.
- Forskning: Lasere anvendes inden for en lang række forskningsområder til bl.a. spektroskopi og laserkøling.